# Batalla del Puig de Santa Maria
La batalla del Puig de Santa Maria, coneguda simplement com la batalla del Puig, es produí l'any 1237 en la campanya per a conquerir la ciutat de València. Era una contesa entre un gran exèrcit de sarraïns valencians i una petita host catalanoaragonesa que, sota les ordres de Bernat Guillem d'Entença i Guillem d’Aguiló, defensava el puig en qüestió, abans coneguda com d'Enesa o de Juballa.

## Antecedents
Els almohades havien aconseguit fusionar els emirats de la península Ibèrica amb els nord-africans en una entitat política única però inestable. Els governadors almohades de Balànsiya Zayd Abu Abd Al·lah i Abū Zayd pogueren actuar amb plena autonomia, i fins i tot es titularen reis, tot i que mai encunyaren moneda ni negaren la seua submissió a l'emperador de Marràqueix. Després de la derrota a la batalla de Las Navas de Tolosa, l'imperi es va desintegrar i repartir en regnes de taifes, de les quals la més important va ser el Regne de Granada, els hàfsides de Tunísia, els Banu Zian d'Alger, i els marínides del Marroc.
El 1224 Jaume el Conqueridor va cridar els nobles d'Aragó i Catalunya per iniciar la conquesta de Balànsiya entrant per Terol, però Abū Zayd li va demanar una treva que va acceptar a canvi de la cinquena part de les rendes de Balànsiya i Mursiyya. Durant l'estiu de 1225, el Jaume I intentà apoderar-se del castell de Peníscola, però els nobles aragonesos li van girar l'esquena i va fracassar.
Abū Zayd patí una rebel·lió indígena antialmohade encapçalada per Ibn Hud al-Djudzaní que s'apoderà de Madina Mursiyya el 1228 i va dominar les regions d'Oriola, Dénia, Bairén, Xàtiva i Al-Yazirat Suquar (Alzira), i després assetjà Balànsiya sense prendre-la, però l'amenaça del Regne de Castella va fer que Ibn Hud es retirara cap a Madina Mursiyya.
El pacte entre Jaume I i Abū Zayd havia fet que molts musulmans s'hagueren passat al bàndol encapçalat per Zayyan ibn Mardanix, net d'Abu al-Hajjaj, creient que Abū Zayd els havia traït en abandonar l'islam, i aquest va deixar la ciutat de València i va traslladar-se al nord, mentre Zayyan va entrar triomfalment en la ciutat de Balànsiya el gener de 1229, encara que no va arribar a convertir-se en rei. Des de Madina Mursiyya, el rebel antialmohade Ibn Hud al-Djudzaní, va posar setge a la ciutat de València per obligar Zayyan a abandonar-la. Tot aquest desorde en la ciutat de València va fer créixer les ànsies de Jaume I per intentar de nou la conquista del regne després d'haver pres Mallorca als musulmans el 1229.

## La campanya de València
El 1235 es van fer diversos atacs als voltants de Balànsiya, però l'exèrcit cristià va retirar-se tant d'Albalat com de Cullera. El 25 de juny de 1235 Jaume el Conqueridor assetjava el castell de Foios, situat ja molt a prop de Balànsiya. Els musulmans de Zayyan ibn Mardanix, en retirar-se cap al sud, havien arrasat la fortificació del puig de Cepolla o d'Enesa
Jaume I es va veure amb l'emir destronat Abū Zayd a Terol, i va establir un nou pacte entre ells el 28 de maig de 1236, que venia a ésser una confirmació del de l'any 1229. Va ésser atribuïda a Jaume I la quarta part del territori de València que se sotmetés a Abū Zayd, i aquest i els seus fills es declaraven vassalls de Jaume i dels fills que tingués amb la seva segona muller, Violant d'Hongria. En aquest temps Abū Zayd s'havia fet cristià, i havia adoptat el nom de Vicenç. Ja cristianitzat va casar-se amb una dama de Saragossa anomenada Maria Ferrandia.
Els documents de les darreries de 1236 ja acusen els preparatius catalano-aragonesos per a l'atac a la ciutat de Balànsiya. El 13 d'octubre, les Corts generals de Montsó tractaren de la conquesta. En un document del dia 28, expedit a Lleida, Jaume prometé de dotar a l'església de València, quan conquisti la ciutat, empresa tractada, diu, <<apud Montesonum in curia generali quam convocavimus pro facienda exercitus contra mauros>>. El mateix dia 28 prometé destinar a temple catòlic la mesquita major de València quan prengués la ciutat. El dia 13 de novembre va dictar un decret on disposava que l'església de València, després que la ciutat serà presa, passarà a ésser dependència de la Seu de Tarragona. Dos dies després signà el reconeixement de l'oferta feta pel mestre provincial del Temple, per ajudar a la conquesta de València, del dret de monedatge dels llocs pertanyents a l'orde, sense que això pogués constituir un precedent contra els privilegis del Temple.

## La campanya del Palància
El rei després la presa de Borriana i la campanya fallida de Cullera es disposà a emprendre l'atac final a la ciutat de Balànsiya reunint les Corts generals a Montsó el 28 d'octubre de 1236, on aconseguí tot l'ajut necessari, i fins i tot el Papa Gregori IX atorgà a la campanya el caràcter de croada amb una butlla de 2 de febrer de 1237. Després d'una estada del rei a Montpeller a finals de l'any 1236 i principi del 1237, l'exèrcit concentrat a Terol va començar a baixar seguint el curs del riu Palància, i va capturar Uixó i Nules i va assetjar Almenara. A continuació es va prendre Bétera, Paterna, i Montcada, i finalment el 25 de juny del 1237 el Puig de Cepolla, també anomenat d'Enesa i després de Santa Maria, situat prop de la capital valenciana. A principis d'agost, Jaume deixà per un temps València, puix que des del dia 12 d'aquest mes apareix a Lleida.
Jaume I disposà que la fortificació del Puig fos reconstruïda: s'hi feu un mur de tàpia i un camí empedrat fins a la mar, per tal d'estar en comunicació amb els vaixells. Quan, al cap de dos mesos, les obres quedaren llestes, va ocupar el castell una guarnició de cent cavallers i molts peons, comandats per Bernat Guillem d'Entença, parent del comte-rei.
L'historiador musulmà Ibn Khaldun diu que en l'any 633 de l'hègira els cristians, que havien atacat als sarraïns, tenien set campaments, dos dels quals eren contra Balànsiya, Al-Yazirat Suquar i Xàtiva. Mentre el rei de Castella s'apoderava de Còrdova, Jaume s'poderà de la major part dels castells de Balànsiya i d'Al-Yazirat Suquar. Afegeix que el català construí el castell d'Enesa, per tal d'assetjar València, deixà el seu exèrcit i se'n tornà a la seva terra.

## Batalla
Zayyan ibn Mardanix aplegà la gent de Xàtiva i el Xúquer i avançà cap a Enesa, on va reunir segons la Crònica a 600 cavallers i 11.000 peons, i va atacar el 15 d'agost de 1237, poc després que el rei hagués deixat el Puig en direcció a Osca.
Ibn al-Abbar, que havia sigut secretari d'Abū Zayd i hi era present ara com a secretari de Zayyan, diu que el xoc dels dos exèrcits s'esdevingué al migdia, i que Enesa estava situada a tres parasangues de València (disset kilòmetres). L'exèrcit musulmà fou derrotat, i la major part dels seus soldats sucumbiren. Entre els morts musulmans hi havia el savi predicador Aburrebii ibn Salim Elcolaí, xeix o degà dels tradicioners. Jaume I, en saber la victòria, acudí al Puig, on va romandre alguns dies, i després se'n tornà a Aragó.
La forta derrota soferta pels musulmans va tenir una gran influència sobre els curs de les operacions. A partir d'aquesta batalla, els destacaments dels cristians es multiplicaren per la comarca, i molt musulmans hagueren de fugir.

## Conseqüències
Mentre Jaume el Conqueridor era a Aragó morí Bernat Guillem d'Entença, i això fou un cop fort, que introduí el descoratjament entre els nobles, especialment entre els aragonesos. En un consell de magnats, Blasco I d'Alagón, en nom de molts altres barons, sostingué que era millor evacuar el Puig i d'abandonar de moment l'empresa que podia ésser recomençada més endavant.
| «          | Era ja conducta corrent en els nobles, en particular dels qui podien fer per son compte cavalcada en la terra que el rei volgués conquistar, posar-li dificultats, com si una amagada gelosia els fes témer els triomfs del monarca, i amb el fi de facilitar amb el quietisme del rei lo que a ells convenia, és a dir, fer cada un la guerra en profit particular | » |
| — Aulèstia | |   |

Jaume I es refusà a seguir el consell dels nobles, i resolgué de continuar la campanya. Des d'Aragó, el monarca tornà al Puig de Santa Maria. Allí el trobem el 24 de gener del 1238. Portà amb ell el fill de Bernat Guillem d'Entença, anomenat Guillem, que era un noi de deu o onze anys, al qual armà cavaller davant els representants dels ordes militars, i li feu donació de totes les terres del seu pare. Provisionalment designà com a capità del castell Berenguer d'Entença.
Tanmateix no cessà l'oposició a la continuació de la campanya. Al contrari, una gran part de la guarnició del Puig, en saber que el comte-rei se'n tornava, convingué secretament d'abandonar aquella posició tan bon punt Jaume en fos fora. Un dels frares dominicans que hi havia a la fortalesa denuncià el complot al monarca, qui en fou afectadíssim. Després d'una nit d'insomni i angúnia, l'endemà reuní els nobles en la capella del castell i els parlà enèrgicament: <<...e meravellam-nos-en que la nostra anada pensàvem fer a pro de vosaltres, e de la nostra conquesta; mas pus entenem que a vosaltres pesa la nostra anada, llevam-nos en peus, e dixem: Nós prometem aquí a Déu, e a aquest altar qui és de la sua mare, que nós no passarem Terol ne'l riu de Tortosa tro que València haiam presa>>. Els barons reaccionaren, i prometeren de prosseguir la lluita fins a la victòria.
Poc després el Conqueridor anava fins a Ulldecona per a rebre la seva muller Violant; però no volgué passar a l'altre costat del riu i refermà la seva decisió irrevocable de realitzar la conquista de València, a despit dels consells del seu oncle Ferran i de les súpliques de la reina. Aquesta i els servidors de la casa reial s'establiren a Borriana.
De tornada al Puig, Jaume va rebre un missatger que en nom de Zayyan va oferir-li, a canvi del desistiment d'atacar la capital, la cessió de tots els castells des del riu Guadalaviar fins a Tortosa i Terol, la construcció d'un formós palau per al comte-rei a la Saïdia i el pagament d'un tribut anual de deu mil besants. La resposta del comte-rei fou que, en l'estat a què havien arribat les coses, no li convenia el tracte. Ell podia apoderar-se de la ciutat de València, i aleshores caurien naturalment en el seu poder tots els castells i terres de la contrada. Així tindria la gallina e puys los pollets.